# Clément Venturini
Clément Venturini (Villeurbanne, 16 de outubro de 1993) é um ciclista francês membro da equipa AG2R Citroën Team.

## Palmarés

### Estrada
- 2014
  - 1 etapa do Rhône-Alpes Isère Tour

- 2016
  - 1 etapa da Volta à Áustria

- 2017
  - Quatro Dias de Dunquerque
  - 1 etapa da Volta à Áustria

- 2018
  - 1 etapa da Estrada de Occitânia[1]

### Ciclocross
- 2015
  - 2.º no Campeonato da França de Ciclocross

- 2016
  - 2.º no Campeonato da França de Ciclocross

- 2017
  - Campeonato da França de Ciclocross

- 2019
  - Campeonato da França de Ciclocross

- 2020
  - Campeonato da França de Ciclocross

- 2021
  - Campeonato da França de Ciclocross

## Resultados em Grandes Voltas
| Corrida | Corrida         | 2014 | 2015 | 2016 | 2017 | 2018  | 2019 | 2020  | 2021 |
| ------- | --------------- | ---- | ---- | ---- | ---- | ----- | ---- | ----- | ---- |
|         | Giro d'Italia   | —    | —    | —    | —    | 104.º | —    | —     | —    |
|         | Tour de France  | —    | —    | —    | —    | —     | —    | 104.º | —    |
|         | Volta a Espanha | —    | —    | —    | —    | —     | 90.º | —     | 97.º |

—: não participa

Ab.: abandono